# باب وات
باب وات (انگلیسی: Bob Watt; ۲۴ ژوئن ۱۹۲۷ – ۱۱ مهٔ ۲۰۱۰) بازیکن هاکی روی یخ اهل کانادا بود.